# Uszty-udai járás

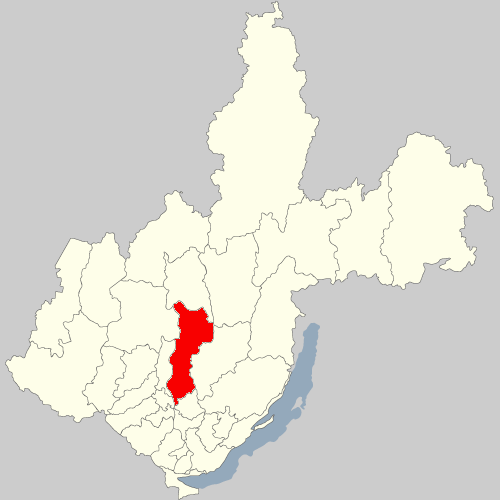
Az Uszty-udai járás az Irkutszki területen

Az Uszty-udai járás (oroszul Усть-Уди́нский райо́н) Oroszország egyik járása az Irkutszki területen. Székhelye Uszty-Uda.

## Népesség
- 1989-ben 28 790 lakosa volt.
- 2002-ben 16 747 lakosa volt.
- 2010-ben 14 385 lakosa volt, melyből 13 672 orosz, 341 burját, 100 ukrán stb.